# Tompos Péter
Csikszentgyörgyi Tompos Péter (Csíkménaság, 1885. január 18. – 1941 után) színész, színigazgató.

## Életútja
Atyja igazgató-tanító volt. Középiskoláit a csíksomlyói római katolikus főgimnáziumban végezte. Jegyzői gyakornok volt Csikkarcfalván.
1906-ban lépett a színipályára, Mezei Kálmán színtársulatánál kezdette. 1908-ban Kerényi Ignác társulatában baronista volt. Az első világháborúban a 82-ik gyalogezred önkéntes tizedese volt. Jellemszínészként működött, illetve színigazgató is volt. 1910-ben 22, 1914-ben már 26 tagból álló, székelyföldről szervezett operett, dráma és vígjáték társulata volt, amivel Erdély-szerte járta a vidéket – ezzel a társulattal szökött el Brodszky Miklós, hogy művész legyen, ahol karmester lett, de egy év után innen is elinalt. 1920-től 1928-ig a hegyaljai (alföldi II.-ik színtársulat) – 1925-ben 42 tagból álló, tizennégy tagból álló kórussal és saját tíz tagú zenekarral működő, jól szervezett színtársulata volt –, majd a Sashalmon tevékenykedett. 1928. április 16-tól Tarr Béla és Sajó Vilmos színigazgatókkal konzorciumot alakított. Gyakran játszottak Budapest környékén.
1924. március 17-én ünnepelte húszéves színészi jubileumát, az Elnémult harangok főszerepében tűnt fel.
1914-től volt az Országos Színészegyesület tagja. 1931-ben zárták ki először, mert fizetési és bejelentési kötelezettségeinek nem tett eleget. 1932-ben kérte visszavételét, majd 1938-ban tartozásai mérséklését. 1939-ben a színészkamara ötödik, művészi segédszemélyzet csoportjába vették fel. 1941-ben még mint segédszínész dolgozott, majd nem szolgáltatott több adatot, ezért 1944-ben a Színművészeti és Filmművészeti Kamara Színművészeti Főosztálya törölte tagjai közül.
Neje: Demény Jolán (született 1885. december 17-én, Fogarason) színésznő volt, aki 1920. április 10-én lépett a szinipályára. Utolsó ismert foglalkozása: 1941-ben – 1939-től – súgó volt.